# Лім Йо Хван
Лім Йо Хван (кор. 임요환 англ. Lim Yo-Hwan, нар. 4 вересня 1980) — корейський професійний геймер, відомий під псевдонімом SlayerS_'BoxeR` (скорочено Boxer), також відомий як «Імператор Терранів». Лім брав участь у професійних змаганнях зі StarCraft і став одним із найуспішних гравців.
Лім був популярним у своїй рідній країні — Південній Кореї та за її межами, його фан-клуб нараховував понад 600 тисяч чоловік. Свого часу він показував відмінну майстерність гри і змусив багатьох людей переглянути свої погляди на комп'ютерні ігри. Лім виграв більше 1300 офіційних матчів. Він єдиний, хто вигравав World Cyber Games зі StarCraft двічі, причому поспіль (2000, 2001). Завдяки своїм досягненням він зумів заробити чимало грошей у світі StarCraft.
Після перерви у зв'язку зі службою в армії Лім втратив лідируючі позиції серед професійних гравців.

## Основні досягнення
- Понад 500 перемог у телевізійних матчах.
- Граючи в StarCraft, заробив понад 200 000 доларів США.